# Boisbriand
Boisbriand es una ciudad ubicada en la provincia canadiense de Quebec, en el municipio regional de condado de Thérèse-De Blainville en la región administrativa de Laurentides. Forma parte de la región metropolitana de Montreal. Según el censo de Canadá de 2011, la ciudad cuenta con unos 26 816 residentes y tiene una superficie de 27,75 kilómetros cuadrados. 
El pueblito judío jasídico de Kiryas Tosh se ubica dentro de la municipalidad de Boisbriand, en la parte oeste. En 1963, el Rabino Meshulim Feish Lowy trasladó la comunidad desde Montreal, y hoy en día cuenta con más de 300 familias.